# Andrej Hrabar
Andrej Hrabar, slovenski veslač, * 12. januar 1978, Koper.
Hrabar je za Slovenijo nastopil na Poletnih olimpijskih igrah 2004 v Atenah, kjer je veslal v dvojcu brez krmarja, ki je osvojil 9. mesto. 